# Iglesia de las Bodas de Caná
La Iglesia de las Bodas de Caná o simplemente Iglesia de la Boda (en hebreo: כנסיית החתונה) es el nombre que recibe un edificio religioso de la iglesia católica ubicado en la parte central de la localidad de Kafr Kanna (Caná), en la Baja Galilea en el norte de Israel. Está dedicado a las bodas y su nombre conmemora el milagro de transformar el agua en vino en las bodas de Caná.
En el siglo IV se construyó una sinagoga en el lugar, pero En el período bizantino, alrededor del siglo el templo fue destruido. Una pequeña capilla cristiana fue establecida cerca, pero para 1551 estaba en ruinas. En 1641 los franciscanos de la Custodia de Tierra Santa iniciaron el proceso de adquisición de tierras en el lugar, esto se completó en 1879.
En 1901 se construyó la actual fachada, y el 30 de septiembre de 1906, el obispo Angelo Roncalli consagró el altar. En la segunda mitad de los años 90 del siglo XX, la Custodia de Tierra Santa comenzó una amplia renovación de la iglesia. En 1997 se llevó a cabo una exhaustiva investigación arqueológica, y se completó la renovación completa de la iglesia en 1999

## Véase también

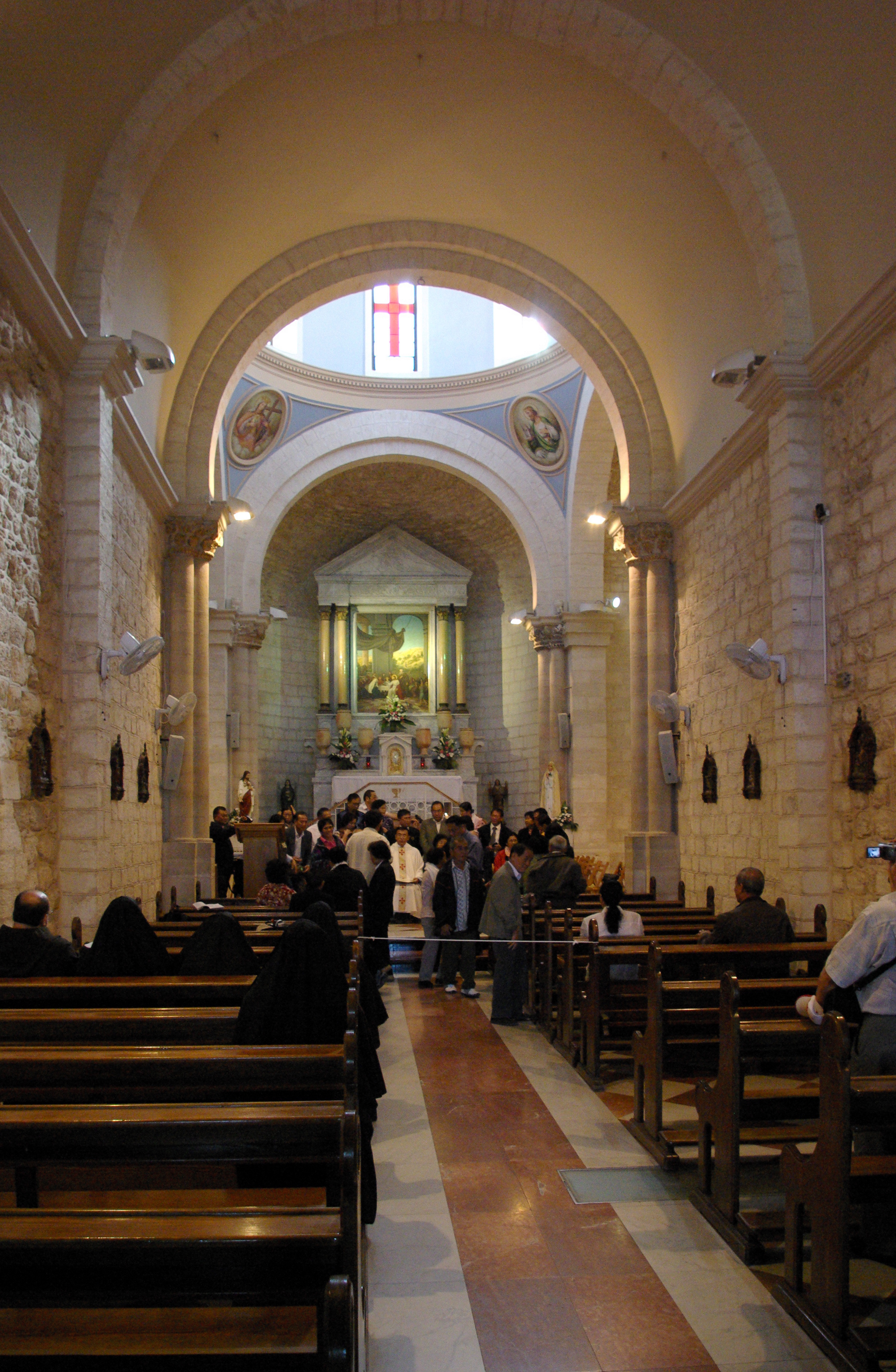
Vista interna